# Felix Mendelssohn Bartholdy
Jacob Ludwig Felix Mendelssohn Bartholdy, nemški skladatelj, * 3. februar 1809, Hamburg, Nemčija, † 4. november 1847, Leipzig, Saška, Nemčija.
Mendelssohn je predstavnik nemškega romantičnega obdobja v glasbi. V svojem kratkem življenju je skomponiral 121 z opusi označenih glasbenih del, poleg Sna kresne noči pa mu je največ slave prinesel še koncert za violino in orkester, Op. 64. 

## Življenjepis
Felix Mendelssohn se je rodil leta 1809 v Hamburgu kot drugi izmed štirih otrok, ki so bili vsi glasbeniki. Oče Abraham je bil bogat židovski bankir, ki se je spreobrnil v krščansko vero. Njegova mati Leah, rojena Solomon, je prihajala iz družine industrialca. Mladi Felix je bil deležen dobre izobrazbe, živel pa je tudi v okolju, ki je gojilo glasbo kot vir navdiha in življenjski vzor. 
Njegov ded, filozof in finančnik Moses Mendelssohn, je bil podpornik umetnosti in veliki prijatelj razsvetljenskega dramatika Lessinga. Le-ta ga je upodobil kot naslovno osebo svoje filozofske drame Modri Nathan. Prva očetova sestra je bila poročena s hannovrskim filozofom in književnikom Friedrichom von Schleglom, druga pa je bila lastnica salona v Parizu. Mendelssohnovi so pripadali tistemu delu nemškega judovstva, ki je verjel v zlitje s kulturo okolja. Ko je oče prestopil v krščansko vero, je njegova družina, da bi se ločila od veje, ki je ostala zvesta judovski tradiciji, privzela priimek Bartholdy. 
Mali Felix je bil kot čudežni otrok skupaj s svojo sestro Fanny deležen najboljše glasbene in humanistične vzgoje. Shakespearove igre je spoznal iz bleščečih nemških prevodov Augusta Wilhelma Schlegla in Ludwiga Tiecka. Mendelssohnovi otroci so na družabnih večerih povabljenim večkrat igrali posamezne prizore iz njih. Med dvanajstim in štirinajstim letom je že napisal nekaj sonat, dve operi enodejanki, skladbe za orgle, kantato in godalne kvartete.

## Otroštvo (1809-1824)
Zaradi francoske zasedbe Hamburga leta 1811, se je družina preselila v Berlin, kjer je živela ovdovela babica. Tu sta Felix in sestra Fanny dobila prve glasbene lekcije od matere. Naslednja učiteljica je bila Madame Bigot med začasnim bivanjem v Parizu leta 1816. Felix se je pojavil v javnosti prvič 24. oktobra 1818 ko je igral klavir v klavirskem triu Josepha Wölflija. V aprilu 1819 se je pojavil kot pevec alta na Sing-Akademie v Berlinu, kjer je študiral starejšo cerkveno glasbo. Leta 1820 je začel hitro komponirati in v enem letu napisal šestdeset skladb.
Leta 1821 je Mendelssohna, skupaj s Carlom Friedrichom Zelterjem, prvič obiskal Goethe. V istem letu se je spoznal tudi s Carlom Maria von Webrom, ki je uspešno vodil Čarostrelca (Der Freischütz) v Berlinu. Leta 1822 je v Kasslu spoznal Ludwiga Spohra. V tem letu je bil še bolj plodovit in med drugim napisal opero Die beiden Neffen oder der Onkel aus Boston in klavirski koncert, ki ga je izvedla Anna Milders.
V družini Mendelssohn je bil običaj, da so v nedeljo zjutraj v jedilnici nastopali majhni ansambli, od leta 1822 celo profesionalni glasbeniki iz orkestra Hofkapelle. Felix je orkestru dirigiral in za te priložnosti napisal nova dela. On ali njegova sestra Fanny sta igrala klavir, njegova sestra Rebecca je pela, njegov brat Paul pa je igral čelo. Med 3. in 31. marcem 1824 je napisal svojo prvo simfonijo v c-molu (op. 11), kmalu nato pa še klavirski kvartet v h-molu (op. 3) in klavirski sekstet (op. 110). Prav v tem času se je začelo njegovo prijateljstvo z Ignazom Moschelesom, ki je trajalo vse življenje.

## Mladost (1825-1829)
Leta 1825 je Abraham Mendelssohn vzel Felixa v Pariz, kjer sta tedaj delovala dva izmed najbolj dramatičnih skladateljev tistega časa: Gioacchino Rossini in Giacomo Meyerbeer. Ob tej priložnosti je bil tudi prvič skupaj z Luigijem Cherubinijem, ki se je pohvalno izrazil o Felixovem talentu.
Felix se je z očetom maja 1825 vrnil v Berlin. Napisal je kmalu pozabljeno opero Camachos Hochzeit im Hinblick. Uverturo Sen kresne noči je skladatelj napisal leta 1826, ko mu je bilo sedemnajst let. V njej je pokazal dovršenost umetniške invencije, ki jo še danes občudujemo v njegovih najboljših delih.
Mendelssohn je pri dvajsetih letih začutil potrebo po odkrivanju preteklosti. Zanimali so ga angleški prerafaeliti in nemški nazarenci. Odkril je Bacha. Opustil je študij in se posvetil vodenju zbora za izvedbo Bachovega Pasijona po Mateju. Izvedba 10. marca 1829 je bila zelo uspešna. Po Goethejevi pesmi je napisal Tišino morja in srečno vožnjo in simfonijo št. 5.

## Prva koncertna turneja (1829-1832)
V aprilu 1829 je Mendelssohn najprej odpotoval v London, kjer je bil z navdušenjem sprejet. Bil je tudi na Škotskem, kjer je napisal uverturo Hebridi. Konec novembra se je vrnil v Berlin. Potem, ko je zavrnil profesuro v Berlinu, je odšel leta 1830 v Italijo in se začasno ustavil za dva tedna v Weimarju pri Goetheju ter 1. novembra prispel v Rim. Gostoval je še v Münchnu, Stuttgartu, Frankfurtu na Majni, Dusseldorfu in v decembru prišel v Pariz. Tam je preživel štiri mesece, obiskal stare znance iz leta 1825 in bil v tesnem stiku z Lisztom in Chopinom. Na potovanju se je okužil s kolero vendar je hitro okreval. 23. April 1832 je bil spet v Londonu, kjer je objavil prvi zvezek Pesmi brez besed (Lieder ohne Worte) za klavir, nakar se je v juliju vrnil v Berlin. 

## Berlin, Dusseldorf in Frankfurt (1832-1835)
Na pobudo svojega očeta je kandidiral za prosto mesto direktorja Sing-Akademie v Berlinu. Ni uspel. Spomladi leta 1833 je šel tretjič na obisk v London. 26. maja je vodil prireditev na glasbenem festivalu v Düsseldorfu s takšnim uspehom, da so ga imenovali za direktorja novega gledališča. Zaradi nesoglasij z vodstvom je odšel v Frankfurt, kjer je prevzel vodenje zbora sv. Cecilije. Na prošnjo društva sv. Cecilie, je napisal uverturo Das Märchen von der schönen Melusine. Bivanje v Frankfurtu je Mendelssohnu omogočilo tudi drugo prijateljsko srečanje s skladateljem Gioachinom Rossinijem. V Düsseldorfu je zasnoval znameniti oratorij O življenju svetega Pavla.

## Leipzig (1835–1841)
V avgustu 1835 je Mendelssohn odšel v Leipzig. Oktobra je imel prvi koncert v gledališču Gewandhaus s svojo uverturo Meeresstille und glückliche Fahrt. Postal je tudi direktor Gewandhausa in orkestru priskrbel mednarodni sloves. Dobil je doktorat honoris causa univerze in vse bolj zaposlen. Leta 1836 je bil prvič izveden oratorij Sveti Pavel. Iz tega časa je tudi simfonija-kantata Hvalna pesem (Lobgesang) pt. 2 napisana na svetopisemsko besedilo.
Naslednji prelomen dogodek v Mendelssohnovem življenju je bila poroka (28. marec 1837) s Cecile Charlotte Sophie Jeanrenaud (* 10. oktober 1817, † 25. september 1853), ki se je že srečal poleti v Frankfurtu. V zakonu se je rodilo pet otrok.
V letih 1838-1844 je, za svojega prijatelja violinista Ferdinanda Davida, napisal znameniti Koncert za violino in orkester v e-molu.

## Berlin (1841-1845)
Leta 1840 je šel že šestič v Anglijo. V istem letu je pruski kralj Frederick William IV. Mendelssohna imenoval za glabenega direktorja na Umetnostni akademiji v Berlinu. Pruski kralj je imel ambiciozne načrte glede umetnosti. Leta 1842 je bil tudi sedmič v Angliji, skupaj s svojo ženo in vodil svojo škotsko simfonijo.

## Zadnja leta v Leipzigu
Leta 1843 se je vrnil v Leipzig in ustanovil konzervatorij, ki je kmalu postal glavna nemška glasbena ustanova. V istem letu je postal častni občan mesta Leipzig. Leta 1844 je vodil šest koncertov v Londonu, tudi Sen kresne noči. Vrnil se je v Berlin septembra, da bi prepričal kralja, da ga razreši obveznosti. 26. avgusta 1846 je bil premierno prikazan oratorija Elias na festivalu v Birminghamu. Leta 1847 je še desetič in zadnjič potoval v Anglijo. 
Po smrti sestre Fanny 14. maja je za več mesecev odšel na počitnice v Švico in južno Nemčijo. V Leipzigu ga je 9. oktobra prvič zadela kap. Po drugi kapi 25. oktobra in 3. novembra je izgubil zavest in 4. novembra umrl.

## Spomeniki in spominska obeležja
- Kip v Leipzigu je po načrtih Wernerja Steina izvedel Hermann Heinrich Howaldt. Nahaja se pred gledališčem Gewandhaus in je bil odkrit leta 1884. Novembra 1936 so ga nacisti odstranili. 18. oktobra 2008 je bila postavljena replika pred cerkvijo Svetega Tomaža.
- V hodniku Mestne hiše stoji od leta 1897 reliefni portret Mendelssohna.
- V Hamburgu leta 1997, ob 150. letnici smrti, postavijo v majhnem parku ob Ludwig-Erhard-Straße dve spominski plošči z reliefnima portretoma Felixa Mendelssohna Bartholdyja in Fanny Hensel.
- V Mendelssohn Bartholdy Parku v Berlinu, v bližini Potsdamer Platz, stoji spominski kamen. Kamen z reliefnim portretom Mendelssohna je izdelal Ivo Breuker. Mendelssohn Bartholdy Park je bil odprt 2. oktobra 1998, ko so odprli 169. postajo podzemne železnice v Berlinu.
- V letu 2000 je družba odkrila Mendelssohnov doprsni kip na postaji podzemne železnice Mendelssohn Bartholdy Park.
- Po Felixu Mendelssohnu Bartholdyju se imenuje gimnazija v Berlinu (prej Pasteur-Oberschule).
- 20. marca 2002 je župan Berlina Klaus Wowereit odkril spomenik Fanny Hensel in Felixa Mendelssohna na stavbi Bundesrata, na Leipziger Strasse, kjer je nekoč stal dom družine Mendelssohn. Postavljen je bil na pobudo Društva ljubiteljev Mendelssohna.
- Grob Felixa Mendelssohna in njegove sestre Fanny se nahaja v berlinskem okrožju Kreuzberg, ob pokopališču med Mehringdamm in cesto Zossen (v bližini postaje podzemne železnice Hallesches Tor).
- V Mendelssohnovem Parku v Koblenz-Horchheimu, nekdanjem bivališču Mendelssohnove družine, je umetnik Josef Welling iz Koblenza izdelal bronasto skulpturo Felixa Mendelssohna Bartholdyja.
- V kraju Bad Doberan je speljana Mendelssohn Bartholdy pot, ki vodi mimo več spominskih obeležij umetnikov do samostana Doberan.
- V Düsseldorfu je bil bronast kip nekdanjega glasbenega direktorja nameščen leta 1901 na pročelju stare operne hiše. Kip Clemensa Büscherja so porušili v avgustu 1936 nacisti. Leta 2009 je župan Düsseldorfa Dirk Elbers ustanovil združenje, ki si je prizadevalo za ponovno postavitev Mendelssohnovega spomenika. 27. septembra 2012 je bil po fotografijah izdelan mavčni model in spomenik rekonstruiran poleg Deutsche Oper ob Renu. [7]

## Mendelssohnove nagrade

### Mendelssohnove štipendije v Veliki Britaniji
Od leta 1856 podeljuje štipendije Mendelssohnova fundacija na Kraljevi akademiji za glasbo v Londonu. Sklad se je financiral skupaj s konzervatorijem iz Leipziga. Prvi štipendist je bil Arthur Sullivan.

### Nagrada Felix Mendelssohn Bartholdy Berlin
Nagrada Felix Mendelssohn Bartholdy je najstarejša nagrada za klasično glasbo v Nemčiji in jo pedeljuje Pruska Kulturbesitz v Berlin. Je naslednica Mendelssohnove nagrade iz let letih 1879-1936, ki jo je podeljevala Prusija.

### Mednarodna nagrada Leipzig Mendelssohn
Mednarodno nagrado Leipzig Mendelssohn podeljuje v Leipzigu od leta 2007 Felix Mendelssohn Bartholdy fundacija pod okriljem Gewandhausa. Dodeli se za tri kategorije: glasba, likovna umetnost in družbena angažiranost.
Dosedanji nagrajenci v kategoriji glasbe so bili: Kurt Masur (2007), Anne-Sophie Mutter (2008), Riccardo Chailly (2009), Lang Lang (2010), Peter Schreier (2011) in Dečki St. Thomas iz Leipziga (2012).

## Glasbene datoteke
- Imate z zagonom datotek težave? Poskusite si pomagati s pomočjo za predstavnostno gradivo.